# 1000 Hotels World Tour
Tournées par Tokio Hotel
Zimmer 483 Tour 
 (2007) Welcome to Humanoid City Tour 
 (2009-2010)
1000 Hotels World Tour est la troisième tournée du groupe allemand Tokio Hotel. C'est la première tournée mondiale du groupe. Elle a débuté le 9 février 2008 et s'est terminée le 5 décembre 2008. Elle se divise en cinq parties.

## Dates et lieux des concerts
| Date                         | Ville                    | Pays       | Salle                        |
| ---------------------------- | ------------------------ | ---------- | ---------------------------- |
| Partie 1 : Amérique du Nord  |                          |            |                              |
| 9 février 2008               | Montréal                 | Canada     | Le National                  |
| 10 février 2008              | Toronto                  | Canada     | Mod Club                     |
| 15 février 2008              | Hollywood                | États-Unis | The Roxy                     |
| 16 février 2008              | Anaheim                  | États-Unis | Chain Reaction               |
| 18 février 2008              | New York                 | États-Unis | Gramercy Theater             |
| 19 février 2008              | New York                 | États-Unis | The Fillmore at Irving Plaza |
| Partie 2 : Europe            |                          |            |                              |
| 3 mars 2008                  | Bruxelles                | Belgique   | Forest National              |
| 4 mars 2008                  | Rotterdam                | Pays-Bas   | Rotterdam Ahoy               |
| 6 mars 2008                  | Strasbourg               | France     | Zénith Strasbourg Europe     |
| 7 mars 2008                  | Esch-sur-Alzette         | Luxembourg | Rockhal                      |
| 9 mars 2008                  | Paris                    | France     | Bercy                        |
| 10 mars 2008                 | Paris                    | France     | Bercy                        |
| 11 mars 2008                 | Dijon                    | France     | Zénith de Dijon              |
| 13 mars 2008                 | Montpellier              | France     | Zénith Sud                   |
| 14 mars 2008                 | Marseille                | France     | Le Dôme                      |
| 16 mars 2008                 | Lisbonne                 | Portugal   | Pavilhão Atlântico           |
| 18 mars 2008                 | Madrid                   | Espagne    | Telefonica Arena             |
| 20 mars 2008                 | Douai                    | France     | Gayant Expo                  |
| 21 mars 2008                 | Genève                   | Suisse     | Palexpo                      |
| 23 mars 2008                 | Turin                    | Italie     | Pala Isozaki                 |
| 25 mars 2008                 | Rome                     | Italie     | Palalottomatica              |
| 26 mars 2008                 | Bologne                  | Italie     | PalaMalaguti                 |
| 28 mars 2008                 | Ljubljana                | Slovénie   | Hala Tivoli                  |
| 29 mars 2008                 | Belgrade                 | Serbie     | Belgrade Arena               |
| 31 mars 2008                 | Dortmund                 | Allemagne  | Westfalenhallen              |
| 2 avril 2008                 | Copenhague               | Danemark   | Valby Hallen                 |
| 3 avril 2008                 | Stockholm                | Suède      | Hovet                        |
| 5 avril 2008                 | Helsinki                 | Finlande   | Jäähalli                     |
| 7 avril 2008                 | Oslo                     | Norvège    | Spektrum                     |
| 8 avril 2008                 | Aalborg                  | Danemark   | Gigantium                    |
| Partie 3 : Amérique du Nord  |                          |            |                              |
| 17 avril 2008                | Détroit                  | États-Unis | State Theater                |
| 18 avril 2008                | Chicago                  | États-Unis | House of Blues               |
| 20 avril 2008                | Cleveland                | États-Unis | House of Blues               |
| 23 avril 2008                | Toronto                  | Canada     | Sound Factory                |
| 25 avril 2008                | Montréal                 | Canada     | Métropolis                   |
| 26 avril 2008                | Montréal                 | Canada     | Métropolis                   |
| 30 avril 2008                | Boston                   | États-Unis | Lowell Memorial Auditorium   |
| 1er mai 2008                 | Washington               | États-Unis | 930 club                     |
| 3 mai 2008                   | New Jersey               | États-Unis | Bamboozle Festival           |
| 13 mai 2008                  | Hollywood                | États-Unis | Avalon                       |
| 16 mai 2008                  | Toronto                  | Canada     | Sound Academy                |
| 19 mai 2008                  | Montréal                 | Canada     | Stade Uniprix                |
| Partie 4 : Europe (Open-Air) |                          |            |                              |
| 1er juin 2008                | Lisbonne                 | Portugal   | Rock in Rio                  |
| 13 juin 2008                 | Dortmund                 | Allemagne  | Westfalenhallen              |
| 14 juin 2008                 | Nimègue                  | Pays-Bas   | Goffertpark                  |
| 21 juin 2008                 | Paris                    | France     | Parc des Princes             |
| 27 juin 2008                 | Barcelone                | Espagne    | Palau Sant Jordi             |
| 28 juin 2008                 | Madrid                   | Espagne    | Rock in Rio                  |
| 29 juin 2008                 | Lisbonne                 | Portugal   | Pavilhão Atlântico           |
| 5 juillet 2008               | Monte-Carlo              | Monaco     | Monaco Live 2008             |
| 6 juillet 2008               | Rome                     | Italie     | Ippodromo delle Capannelle   |
| 11 juillet 2008              | Modène                   | Italie     | Parco Novi Sad               |
| 12 juillet 2008              | Genève                   | Suisse     | Arena                        |
| 13 juillet 2008              | Werchter                 | Belgique   | Rock Werchter                |
| Partie 5 : Amérique du Nord  |                          |            |                              |
| 7 août 2008                  | Sayreville               | États-Unis | House of Blues               |
| 9 août 2008                  | Saint-Jean-sur-Richelieu | Canada     | Festival des Montgolfières   |
| 11 août 2008                 | Cleveland                | États-Unis | House of Blues               |
| 12 août 2008                 | Détroit                  | États-Unis | The Fillmore                 |
| 15 août 2008                 | Chicago                  | États-Unis | House of Blues               |
| 16 août 2008                 | Saint Paul               | États-Unis | Myth                         |
| 19 août 2008                 | San Francisco            | États-Unis | The Fillmore                 |
| 20 août 2008                 | Anaheim                  | États-Unis | House of Blues               |
| 22 août 2008                 | Las Vegas                | États-Unis | House of Blues               |
| 25 août 2008                 | Denver                   | États-Unis | Gothic Theatre               |
| 27 août 2008                 | Dallas                   | États-Unis | House of Blues               |
| 28 août 2008                 | Houston                  | États-Unis | Verizon Wireless Theater     |
| 30 août 2008                 | Mexico                   | Mexique    | Palais des sports            |
| 24 octobre 2008              | Orlando                  | États-Unis | House of Blues               |
| 26 octobre 2008              | Atlanta                  | États-Unis | The Tabernacle               |
| 27 octobre 2008              | Colombus                 | États-Unis | New Music Hall               |
| 29 octobre 2008              | Philadelphie             | États-Unis | The Electric Factory         |
| 30 octobre 2008              | New York                 | États-Unis | Roseland Ballroom            |
| 5 décembre 2008              | Phoenix                  | États-Unis | Cricket Pavilion             |

## Autres informations
- Le concert du 16/02 à Anaheim fut annulé car la salle n'était pas aux normes.
- Les concerts du 17/04 au 01/05 furent annulés car Bill, le chanteur, dut se faire opérer pour un kyste aux cordes vocales.
- Le concert du 13/05 à Hollywood fut enregistré et diffusé sur MSN Concerts.
- Le concert du 03/05 fut le grand retour de Tokio Hotel. Cela s'est produit au Festival de Bamboozle, un grand festival américain.
- Les concerts du 16/03 au 07/04 furent annulés car le chanteur Bill a souffert d'un kyste aux cordes vocales.
- La plupart des concerts de la deuxième partie furent des concerts de remplacement des dates annulées. Notamment ceux de Dortmund, Madrid, Lisbonne, Modène et Genève.
- Le concert du 21/06 fut un concert en France au Parc des Princes le jour de la Fête de la musique. Ce concert fut le premier concert du groupe dans un stade. La mise en scène faisait usage de jeux pyrotechniques.
- Durant la deuxième partie de la tournée, le groupe a participé au Festival Rock in Rio Lisbonne et Madrid et au Monaco Live 2008.
- le concert du 21 mars 2008 a été déplacé au 12 juillet 2008 à l'Arena de Genève pour les mêmes causes que les autres concerts qui ont été annulés. Bill Kaulitz s'est remis de ce kyste aux cordes vocales. Maintenant le groupe continue à faire des concerts.
- Le concert au Mexique a été le premier concert de Tokio Hotel dans ce pays, il a été organisé par une radio locale. Le groupe a joué devant plus de 15 000 fans.
- Le concert de Phoenix le 5 décembre était un concert de charité. Le groupe a joué en compagnie de Fall Out Boy, Rihanna, Katy Perry, etc.
- Le concert de Marseille le 14 mars a été interrompu en plein milieu car Bill, le chanteur n'arrivait plus à chanter à cause d'un kyste aux cordes vocales.

## Musiciens
- Bill Kaulitz : Voix
- Tom Kaulitz : Guitare
- Georg Listing : Basse
- Gustav Schäfer : Batterie